# Autoionización
La autoionización es un proceso por el cual un átomo o una molécula en estado excitado emite espontáneamente uno de los electrones de la capa externa, pasando así de un estado con carga Z a un estado con carga Z + 1, por ejemplo de un estado eléctricamente neutro a un estado individualmente ionizado. 
Los estados autoionizantes suelen ser de corta duración y, por tanto, pueden describirse como resonancias de Fano en lugar de estados ligados normales. Se pueden observar como variaciones en las secciones transversales de ionización de átomos y moléculas, mediante fotoionización, ionización electrónica y otros métodos.

## Ejemplos
Como ejemplo, varias resonancias de Fano en el espectro de fotoionización ultravioleta extremo del neón se atribuyen a estados autoionizantes. Algunos se deben a excitaciones de un solo electrón, como una serie de tres picos fuertes de forma similar con energías de 45,546, 47,121 y 47,692 eV que se interpretan como estados 1s2 2s1 2p6 n p (1P) para n = 3, 4 y 5. Estos estados del neón neutro se encuentran más allá de la primera energía de ionización porque se necesita más energía para excitar un electrón 2s que para eliminar un electrón 2p. Cuando se produce la autoionización, la desexcitación np → 2s proporciona la energía necesaria para eliminar un electrón 2p y formar el estado fundamental Ne+.
Otras resonancias se atribuyen a excitaciones de dos electrones. El mismo espectro de fotoionización del neón considerado anteriormente contiene una cuarta resonancia fuerte en la misma región a 44,979 eV pero con una forma muy diferente, que se interpreta como el estado 1s2 2s2 2p4 3s 3p (1P). Para la autoionización, la transición 3s → 2p proporciona la energía para eliminar el electrón 3p.
La ionización de electrones permite la observación de algunos estados que los fotones no pueden excitar debido a reglas de selección. Nuevamente, por ejemplo, en el neón, la excitación de estados tripletes está prohibida por la regla de selección de espín ΔS = 0, pero 1s 2 2s 2 2p4 3s 3p (3P) se ha observado mediante ionización de electrones a 42,04 eV. También se ha utilizado el impacto iónico de iones H+, He+ y Ne+ de alta energía.
Si falta un electrón interno, un ion positivo puede autoionizarse aún más y perder un segundo electrón en el efecto Auger. En el neón, la excitación de rayos X puede eliminar un electrón 1s, produciendo un ion Ne+ excitado con configuración 1s1 2s2 2p6. En el proceso Auger posterior, una transición 2s → 1s y la emisión simultánea de un segundo electrón desde 2p conduce al estado iónico Ne2+ 1s2 2s1 2p5.
Las moléculas, además, pueden tener estados de Rydberg autoionizantes vibratorios, en los que la pequeña cantidad de energía necesaria para ionizar un estado de Rydberg la proporciona la excitación vibratoria.

## Autodesprendimiento
Cuando el estado excitado del átomo o molécula consiste en un estado compuesto de una partícula neutra y un electrón unido resonantemente, la autoionización se denomina autodesprendimiento. En este caso, el estado compuesto comienza con una carga neta negativa antes del proceso de autoionización y termina con una carga neutra. El estado final será a menudo un estado excitado por vibración o rotación como resultado del exceso de energía del proceso de unión resonante.